# Marc Martínez
Marc Martínez Aranda (Barcellona, 4 aprile 1990) è un calciatore spagnolo, portiere del Lugo.

## Statistiche

### Presenze e reti nei club
Statistiche aggiornate al 20 settembre 2024.
| Stagione                 | Squadra                  | Campionato               | Campionato | Campionato | Coppe nazionali | Coppe nazionali | Coppe nazionali | Coppe continentali | Coppe continentali | Coppe continentali | Altre coppe | Altre coppe | Altre coppe | Totale | Totale |
| Stagione                 | Squadra                  | Comp                     | Pres       | Reti       | Comp            | Pres            | Reti            | Comp               | Pres               | Reti               | Comp        | Pres        | Reti        | Pres   | Reti   |
| ------------------------ | ------------------------ | ------------------------ | ---------- | ---------- | --------------- | --------------- | --------------- | ------------------ | ------------------ | ------------------ | ----------- | ----------- | ----------- | ------ | ------ |
| 2013-gen. 2014           | Elche Ilicitano          | SDB                      | 10         | -13        | -               | -               | -               | -                  | -                  | -                  | -           | -           | -           | 10     | -13    |
| gen.-giu. 2015           | Somozas                  | SDB                      | 19         | -15        | CR              | -               | -               | -                  | -                  | -                  | -           | -           | -           | 19     | -15    |
| 2015-2016                | Alcoyano                 | SDB                      | 33         | -29        | CR              | 0               | 0               | -                  | -                  | -                  | -           | -           | -           | 33     | -29    |
| 2016-2017                | Alcoyano                 | SDB                      | 30+2       | -25 + -2   | CR              | 0               | 0               | -                  | -                  | -                  | -           | -           | -           | 32     | -27    |
| Totale Alcoyano          | Totale Alcoyano          | Totale Alcoyano          | 63+2       | -54 + -2   |                 | 0               | 0               |                    | -                  | -                  |             | -           | -           | 65     | -56    |
| 2017-2018                | Recreativo Huelva        | SDB                      | 38         | -36        | -               | -               | -               | -                  | -                  | -                  | -           | -           | -           | 38     | -36    |
| 2018-2019                | Recreativo Huelva        | SDB                      | 38+4       | -23 + -6   | -               | -               | -               | -                  | -                  | -                  | -           | -           | -           | 42     | -29    |
| Totale Recreativo Huelva | Totale Recreativo Huelva | Totale Recreativo Huelva | 76+4       | -59 + -6   |                 | -               | -               |                    | -                  | -                  |             | -           | -           | 80     | -65    |
| 2019-2020                | FC Cartagena             | SDB                      | 28+1       | -19        | CR              | 0               | 0               | -                  | -                  | -                  | -           | -           | -           | 29     | -19    |
| 2020-2021                | FC Cartagena             | SD                       | 30         | -37        | CR              | 0               | 0               | -                  | -                  | -                  | -           | -           | -           | 30     | -37    |
| 2021-2022                | FC Cartagena             | SD                       | 40         | -55        | CR              | 0               | 0               | -                  | -                  | -                  | -           | -           | -           | 40     | -55    |
| 2022-2023                | FC Cartagena             | SD                       | 7          | -12        | CR              | 3               | -6              | -                  | -                  | -                  | -           | -           | -           | 10     | -18    |
| 2023-gen. 2024           | FC Cartagena             | SD                       | 21         | -30        | CR              | 0               | 0               | -                  | -                  | -                  | -           | -           | -           | 21     | -30    |
| Totale FC Cartagena      | Totale FC Cartagena      | Totale FC Cartagena      | 126+1      | -153       |                 | 3               | -6              |                    | -                  | -                  |             | -           | -           | 130    | -159   |
| gen.-giu. 2024           | Granada                  | PD                       | 3          | -11        | CR              | -               | -               | -                  | -                  | -                  | -           | -           | -           | 3      | -11    |
| 2024-2025                | Granada                  | SD                       | 4          | -7         | CR              | 0               | 0               | -                  | -                  | -                  | -           | -           | -           | 4      | -7     |
| Totale Granada           | Totale Granada           | Totale Granada           | 7          | -18        |                 | 0               | 0               |                    | -                  | -                  |             | -           | -           | 7      | -18    |
| Totale carriera          | Totale carriera          | Totale carriera          | 308        | -327       |                 | 3               | -6              |                    | -                  | -                  |             | -           | -           | 311    | -333   |

## Palmarès

### Club

#### Competizioni nazionali
- Segunda División: 1

Deportivo La Coruña: 2011-2012